# Rödberget
Rödberget är ett naturreservat i Åsele kommun i Västerbottens län.
Området är naturskyddat sedan 1997 och är 168 hektar stort. Reservatet omfattar sydbranten av Rödberget och våtmarker i sydost. Reservatet består av en blandskog av gran och tall.